# Adam Ziemiński (trener)
Adam Ziemiński (ur. 11 lipca 1965) – polski trener koszykarski, obecnie trener kadry Polski kobiet U–23 3x3.

## Życiorys
Wychował się w Solcu Kujawskim, gdzie grał w miejscowej Unii. Po ukończeniu gdańskiej Akademii Wychowania Fizycznego rozpoczął karierę trenerską. W swoim dorobku posiada złoty oraz dwa srebrne medale mistrzostw Polski. Współpracował również z reprezentacjami kraju kadetek, juniorek i seniorek. W sezonie 2018/2019 awansował do ćwierćfinału Mistrzostw Polski Kadetek z zespołem MUKS Bydgoszcz.
Od 2000 jest starszym wykładowcą w Collegium Medicum UMK w Bydgoszczy.
2 kwietnia 2001 objął stanowisko głównego trenera Polpharmy VBW Clima Gdynia.
13 czerwca 2008 podpisał umowę z Kadusem Bydgoszcz. 13 kwietnia 2012 opuścił klub Artego Bydgoszcz.
31 lipca 2014 został szkoleniowcem żeńskiego zespołu Widzewa Łódź.
28 stycznia 2019 został trenerem kadry Polski U–23 kobiet w koszykówce 3x3.
15 stycznia 2020 objął jako trener żeński klub ENEA AZS Poznań.

## Osiągnięcia
- Mistrzostwo Polski kobiet (2001)
- Wicemistrzostwo Polski kobiet (1994)
- Awans do:
  - PLK z STK Treflem Sopot (1997)
  - PLKK z Kadusem Bydgoszcz (2009)[7]
- Udział w mistrzostwach Europy U–18 kobiet (2011 – 6. miejsce, 2012 – 14. miejsce, 2015 – 14. miejsce)